# Helga Zepp-LaRouche

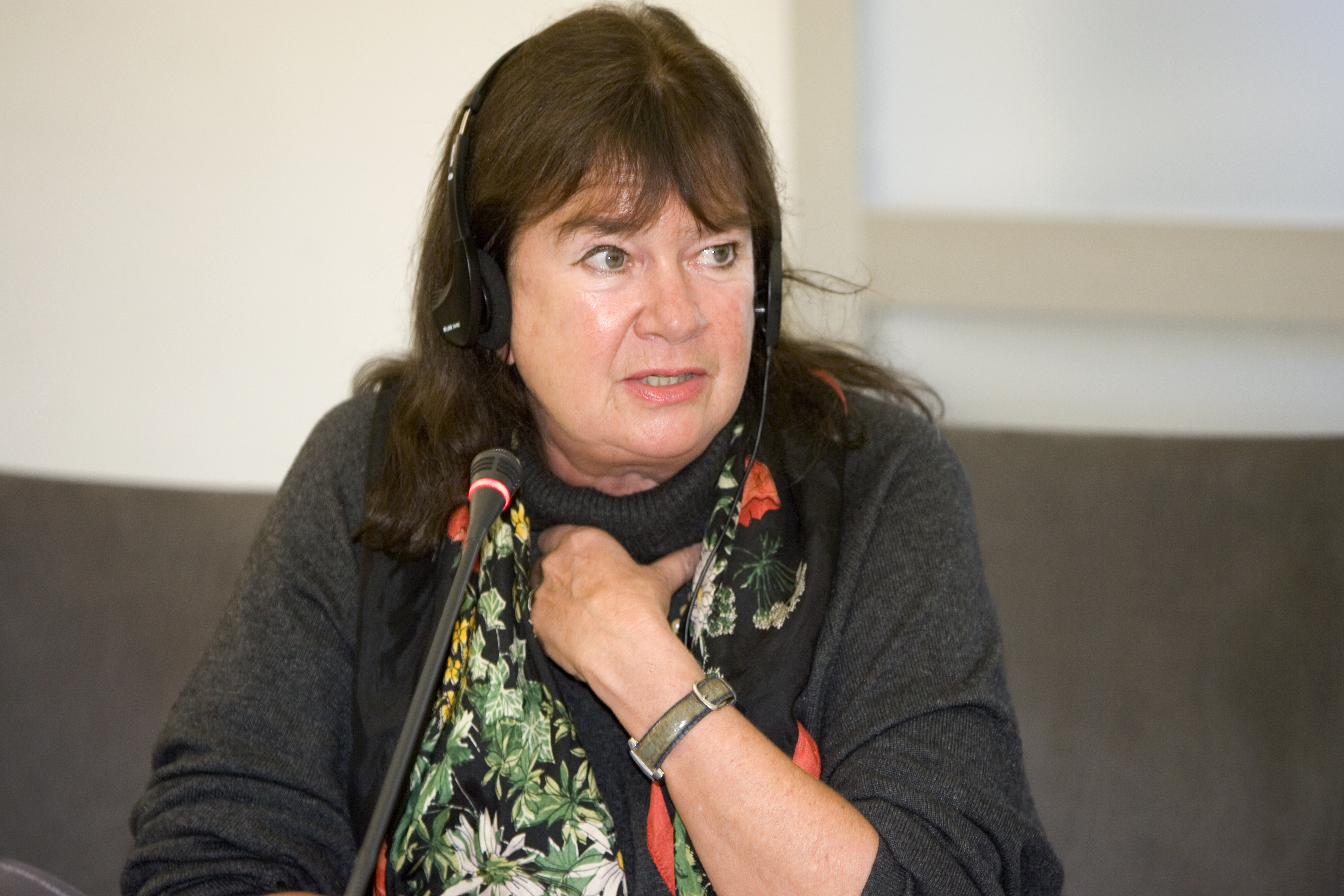
Helga Zepp-LaRouche

Helga Zepp-LaRouche (ur. 25 sierpnia 1948 w Trewirze) – niemiecka działaczka polityczna, żona kontrowersyjnego polityka amerykańskiego Lyndona LaRouche i założycielka Instytutu Schillera.